# Jama pachowa
Jama pachowa (łac. cavum axillare) – w anatomii człowieka przestrzeń znajdująca się u nasady kończyny górnej.

## Ograniczenia
Przednie:
- Mięsień piersiowy większy
- Mięsień piersiowy mniejszy

Przyśrodkowe:
- Mięsień zębaty przedni

Tylne:
- Mięsień najszerszy grzbietu
- Mięsień podłopatkowy
- Mięsień obły większy

Bocznie:
- Na brzegu bocznym, utworzonym przez ścianę przednią i tylną, znajduje się w części górnej głowa i szyjka chirurgiczna kości ramiennej, a wzdłuż niego ciągnie się mięsień kruczo-ramienny wraz z głową krótką m. dwugłowego[1].

## Zawartość
- Podobojczykowa część splotu ramiennego
- Węzły chłonne pachowe
- Tętnica pachowa
- Żyła pachowa
- Nerw piersiowy długi
- Nerw międzyżebrowo-ramienny
- Tkanka tłuszczowa
- Tkanka łączna wiotka
- U części kobiet tzw. ogon Spence’a (fragment gruczołu piersiowego).

## Otwory
- Otwory pachowe
  - otwór pachowy przyśrodkowy
  - otwór pachowy boczny